# Viola palustris
Viola palustris é uma espécie de planta com flor pertencente à família Violaceae. 
A autoridade científica da espécie é L., tendo sido publicada em Species Plantarum 2: 934. 1753.

## Portugal
Trata-se de uma espécie presente no território português, nomeadamente os seguintes táxones infraespecíficos:
- Viola palustris subsp. palustris - presente em Portugal Continental e no Arquipélago dos Açores. Em termos de naturalidade é nativa das duas regiões atrás referidas. Não se encontra protegida por legislação portuguesa ou da Comunidade Europeia.